# Yahya al-Mutawakkil
Yahya ibn Muhàmmad Hamid-ad-Din al-Mutawàkkil (àrab: يحيى بن محمد حميد الدين المتوكل, Yaḥyà b. Muḥammad Ḥamīd ad-Dīn al-Mutawakkil), més conegut com imam Yahya (vers 1869-1948) fou un imam zaidita qassimí i el primer rei mutawakkilita del Iemen (1918-1948).
El juny de 1904, a la mort de l'imam zayidita al-Mansur billah Muhammad ibn Yahya Hamid al-Din, que des del 1891 s'havia revoltat contra els turcs otomans, va ser declarat successor i va aconseguir el suport de la major part de tribus i clans, prenent el làqab d'al-Mutawàkkil (el que governa amb suport de Déu). Va rebutjar com els seus predecessors l'autoritat del sultà otomà, i va obrir el seu govern en oberta rebel·lió. El maig del 1904 la Gran Bretanya i l'Imperi Otomà havien signat un acord que delimitava la frontera entre el Iemen i els protectorats britànics de l'Aràbia del sud (Protectorat d'Aden); l'acord havia estat molt mal acollit al Iemen. L'octubre de 1904 amb el suport de les tribus Hashid i Bakil (anomenades «les dues ales de l'imamat») va aïllar Sanà de la costa i el 20 d'abril de 1905 la ciutat queia a les seves mans; en els darrers sis mesos els zaydites havien capturat també Hajja, Yarim, Dhamar, Rada i altres localitats. Els reforços otomans dirigits per Ahmad Faydi el van forçar a refugiar-se a la fortalesa de muntanya de Shahara des d'on va organitzar les guerrilles; els turcs no el van poder desallotjar i finalment van pactar acceptant algunes de les seves reclamacions, sent la més important l'aplicació de la xaria.
Aviat va fer aliança al sayyid Muhammad ibn Ali al-Idrissi de Sabya, emir de part de l'Asir, igualment revoltat (Yahya aspirava secretament a integrar el seu territori al Iemen), i el 1911 es va revoltar altre cop, aprofitant les dificultats dels otomans (guerra de Líbia, guerra dels Balcans). Altre cop va assetjar Sanà (gener de 1911) i va atacar també altres poblacions importants. Els otomans van enviar un exèrcit sota Ahmad Izzet Pasha que va alliberar Sanà, però va obrir negociacions que es van fer a Daan (al nord-oest d'Amran) que van portar a un acord per deu anys, el 27 d'octubre de 1911 conegut com a tractat de Daan en el qual Yahya era reconegut com a autoritat administrativa, jurídica i fiscal dels territoris de majoria zaidita amb capital a Sanà, a canvi del seu suport als otomans; immediatament va començar a rebre armament dels turcs. Aquest tractat fou mal rebut per les tribus que li donaven suport; l'imam Duhyani, que exercia com una mena de cap espiritual dels zaidites a la regió muntanyosa al nord d'Hadjdjur (al nord-oest de Sanà), era un aliat otomà i no va veure de bon ull les concessions que els otomans van fer a l'imam (cosa que posava en perill la seva pròpia autoritat sobre una part dels zaidites) i va canviar de camp, aliant-se al mahdi idríssida Sayyid Muhammad ibn Ali al-Idrisi al que fins aleshores havia combatut. Aquest al seu torn es considerava perjudicat per la Porta que havia pactat només amb Yahya. Aquest va combatre llavors a l'emir idrissida i el 22 de setembre de 1913 la Porta, en un firman imperial, confirmava el tractat de Daan.
Yahya va restar lleial als otomans fins a la seva derrota el 1918. Després de l'Armistici de Mudros de 31 d'octubre de 1918, Yahya va fer una entrada triomfal a Sanà i prengué el control del país que els otomans van evacuar, si bé molts militars i funcionaris van restar al Iemen i van passar al servei de l'imam, incloent el darrer governador Mahmud Nedim Pasha. El Iemen esdevenia així el primer estat àrab independent. Yahya va dedicar la resta del seu regnat a consolidar la independència i a reclamar les «fronteres historiques».
El 1920 va canviar el nom de l'imamat zaydita del Iemen que va passar a ser el regne mutawakkelita del Iemen; va crear una milícia i un exèrcit, va estendre a tot el país la xaria en la seva interpretació zaydita, i va governar des del seu palau de Sanà, un conjunt d'edificis administratius i residencials, on portava una vida senzilla. Creia sincerament que el progrés perjudicava al seu poble i per això no afavoria l'occidentalització, aïllant a la població de tota influència estrangera, el que el va fer aparèixer com a tirànic i obscurantista.
Algunes tribus no estaven disposades a acceptar una autoritat central; els djawf dirigits per Abd Allah ibn Ahmad al-Wazir van lluitar contra l'exèrcit de l'imam des de 1922-1923; també es va lluitar contra els Zaranik, xafiïtes de la Tihama; aquesta lluita la va dirigir el fill Ahmad ibn Yahya, que l'octubre de 1929 va conquerir Bayt al-Fakih, el centre dels zaranik. Per garantir la fidelitat de les tribus, sempre turbulentes, Yahya va agafar ostatges entre les principals famílies de xeics, que va mantenir presoners a les ciutadelles del país.
Es va enfrontar als anglesos que considerava que ocupaven una part del Iemen (Aden i fins i tot Oman). Els atacs tribals al protectorat britànic van causar represàlies d'aquests i Taizz fou bombardejada el 1928. El 1931 va buscar suport en el regne d'Iraq, que l'any següent havia d'esdevenir independent, i hi va enviar a laguns iemenites a fer estudis militars, rebent també algunes missions iraquianes; però els que van anar a l'Iraq van retornar modernistes i els iraquians que van anar al país eren agents de la modernització.
El 1932 Abd al-Aziz ibn Saud, que s'havia apoderat de l'Asir i Sabya, reclamats per Yahya, va formar amb el Hijaz i el Najd el regne de l'Aràbia Saudita. A Nadjran saudites i iemenites van xocar i finalment el 1934 Nadjran va quedar pels saudites.
Els Al Wazir es van oposar a la designació del fill gran Sayf al-Islam Ahmad com a successor (1927), ja que el nomenament era contrari a la tradició zaydita. No obstant Yahya va aconseguir obtenir pel seu fill el jurament el 1938-1939.
El 1940 els modernistes van crear a Aden l'organització «Els Iemenites Lliures» (Al-Ahrar al-Yamaniyya) que va esdevenir molt activa en els següents anys. El 1945 Yahya va fer ingressar al país a la Lliga Àrab. Davant l'augment del descontentament, Yahya va enviar el seu fill Ahmed en visita oficial a Aden (abril de 1946) per fer promeses de reformes als emigrats i exiliats iemenites i va prendre algunes mesures d'obertura. El setembre de 1947 el Iemen ingressava a l'ONU.
Tot i les darreres mesures, els opositors preparaven un complot contra Yahya que estava organitzat per l'home de negocis i nacionalista algerià al-Fadil al-Wartilani, proper dels Germans Musulmans; els conspiradors havien escollit a Abd Allah ibn Ahmad al-Wazir, com a nou imam i havien redactat una «carta nacional sagrada». Un oficial iraquià establert al Iemen, Djamal Djamil havia de dirigir el cop d'estat. Un primer atemptat contra l'imam el gener del 1948 va fracassar però l'oposició a Aden, per un malentès, va anunciar la mort de Yahya. Escaldat, Yahya va cridar a Sanà al seu fill Ahmed, que era el seu governador a Taizz; sabent l'eficàcia del príncep hereu, els conjurats van decidir actuar immediatament i el 17 de febrer Yahya fou assassinat quan anava en cotxe pels carrers de la capital per un home anomenat al-Qardaei, de la tribu dels Bani Murad, i el cop d'estat es va posar en marxa; però el cop va fracassar, ja que Ahmad es va refugiar a Hajja, i va poder restablir el control de la capital en menys de tres setmanes amb l'ajut de tribus fidels, i va pujar al tron on va restar fins a la seva mort el setembre del 1962. Abd Allah ibn Ahmad al-Wazir no va arribar a ser coronat.